# Turabi Çamkıran
Turabi Çamkıran (Mersin, 1987. július 3. –) török énekes és színész.

## Élete
Apja Kahramanmaraş Afşinból és anyja Kayseri Sarızból. A Mersin Toroslar Gimnáziumba és a Gazi Gimnáziumba járt, de nem tudta befejezni, a középiskolát a Survivor verseny után fejezte be. Fiatalkora óta foglalkozik breaktánccal, muay thai-val és vegyes harcművészetekkel. Később felvették a Mersin Egyetem Képzőművészeti Karára, és ott szerzett diplomát.
2013-ban részt vett a Yetenek Sizsiniz Türkiye versenyen, és az elődöntőig jutott. 2015-ben és 2018-ban is részt vett a Survivor Törökországban, ahol 2014-ben és 2015-ben is első helyezést ért el. Több filmben is szerepelt. 2019-ben részt vett az amerikai verseny The Challenge: War of the Worlds rész és első helyezést ért el. Részt vett egy német versenyen is.
2013-ban részt vett a Talent Sizsiniz Türkiye versenyen és bejutott az elődöntőbe. Részt vett az Acun Ilıcalı által készített és bemutatott Survivor versenyen 2014-ben, 2015-ben és 2018-ban. Részt vett a 2014-es Survivor Volunteers csapatban és bajnok lett. 2015-ben a Survivor All Star versenyen is 1. lett. és ő lett az első, aki két egymást követő Survivor versenyt nyert meg. A Survivor verseny után több filmben és tévésorozatban is szerepelt. Részt vett az egészségügyi minisztérium közérdekű közleményében, amely a gyerekek tejfogyasztásáról szól. 2018-ban harmadik alkalommal vett részt a Survivor versenyen. A verseny 5. lett. mint. A The Challenge amelyet 2019-ben sugároztak az USA-ban. Részt vett a The Challenge: War of the Worlds 2. évadában és bajnok lett. Ugyanebben az évben bajnok lett és a verseny 34. győztese lett. részt vett a The Challenge: War of the Worlds 2 2. évadában, a verseny 10. évadában. szakaszban kizárták. Ugyanezen verseny 38. alkalommal kerül megrendezésre 2022-ben. Részt vett a The Challenge: Ride or Dies első évadában, és ő volt az 5. ember, aki kiesett a versenyből. név lett.

## Filmei
- 2014: Sabit Kanca 2
- 2016: Ketenpere
- 2021: Avcı: İlk Kehanet

## A műsorai
- 2013: Yetenek Sizsiniz Türkiye
- 2014: [Survivor Türkiye
- 2015: Survivor All Star
- 2016: Beyaz Show
- 2016: Buyur Bi De Burdan Bak
- 2018: Survivor 2018
- 2019: The Challenge: War of the Worlds
- 2019: Müge ve Gülşen'le 2. Sayfa
- 2019: Gel Konuşalım
- 2019: Survivor Panorama
- 2024: Survivor All Star 2024
- 2024: Exatlon Germany

## Fordítás
- Ez a szócikk részben vagy egészben  a   Turabi Çamkıran című török Wikipédia-szócikk ezen változatának fordításán alapul.  Az eredeti cikk szerkesztőit annak laptörténete sorolja fel. Ez a jelzés csupán a megfogalmazás eredetét és a szerzői jogokat jelzi, nem szolgál a cikkben szereplő információk forrásmegjelöléseként.